# Breno Mello
Breno Mello (Porto Alegre, 1931 - ibíd., 11 de julio de 2008) fue un actor de cine brasileño, y también jugador de fútbol en su juventud. Se hizo mundialmente famoso por su apodo "Negrinho" de la película "Negrinho Do Pastoreio". También es conocido por protagonizar la película Orfeo negro, de Marcel Camus, que ganó la Palma de Oro en el Festival de Cannes en 1959 y los premios Oscar y Globo de Oro a la mejor película extranjera en 1960, e internacionalizó la música popular brasileña.
Mello comenzó dedicándose a jugar al fútbol como alternativa para sacar a su familia de la pobreza. Sin ser especialmente dotado, llegó a jugar en el Santos junto al astro Pelé, pero aún estaba en el Fluminense de Río cuando Camus lo reclutó para su película.
El éxito de Orfeo negro impulsó a Mello a la fama, que vivió con despilfarro. Actuó en varias películas más a lo largo de su vida: Os vencidos (1963), Rata de puerto (1963), O Santo Módico (1964), O Negrinho do Pastoreio (1973), Prisoner of Rio (1988). Sin embargo, su afición a las mujeres y el juego lo llevó a perderlo todo, tanto sus ganancias y posesiones como sus dos matrimonios y cinco hijos.
Vivió sus últimos años pobremente y solo en una humilde casa del barrio Tristeza de Porto Alegre, pero antes de terminar sus días su vida experimentó un segundo giro de la fortuna en 2005, de nuevo gracias al personaje de Orfeo: los directores de cine René Letzgus y Bernard Tournois consiguieron localizarlo tras una ardua búsqueda para que participara en su película À la recherche d’Orfeu negro (En busca de Orfeo negro), documental que explora la repercusión social que ha tenido Orfeo negro en Brasil hasta la actualidad. 
La ocasión le dio la oportunidad de asistir por fin al Festival de Cannes, que le había dado la gloria 46 años antes y le rindió esta vez un homenaje. Allí pudo reencontrarse con Pelé, circunstancia que lo emocionó especialmente.
Por caprichos del destino, su muerte vino a coincidir el mismo verano de 2008 con la de Marpessa Dawn, la actriz que caracterizó a Eurídice en Orfeo negro, si bien la de él tuvo lugar en su humilde casa de Porto Alegre el 11 de julio y la de ella el 25 de agosto en París. 
En 2009, año del aniversario del cincuentenario de Orfeo negro, Alexandre Derlam y Rene Goya exhibieron en el Festival de Cannes su documental A descoberta de Orfeu (El descubrimiento de Orfeo), que cuenta la singular trayectoria vital de Mello.

## Enlaces relacionados
- Breno Mello en Internet Movie Database (en inglés).
- Obituario en El País.

- Datos: Q454506
- Multimedia: Breno Mello / Q454506